# Liste der Länderspiele der kasachischen Futsalnationalmannschaft der Frauen
Die nachfolgende Liste enthält alle Länderspiele der kasachischen Futsalnationalmannschaft der Frauen, die der Fußballverband von Kasachstan, die Qazaqstannıñ Fwtbol Federacïyası (QFF), im Jahr 2018 gegründet hat. Futsal ist die einzige von der FIFA anerkannte Variante des Hallenfußballs. Bisher wurden drei Länderspiele ausgetragen.

## Länderspielübersicht
Legende
- Erg. = Ergebnis
- n. V. = nach Verlängerung
- i. S. = im Sechsmeterschießen
- abg. = Spielabbruch
- H = Heimspiel
- A = Auswärtsspiel
- * = Spiel auf neutralem Platz
- Hintergrundfarbe grün = Sieg
- Hintergrundfarbe gelb = Unentschieden
- Hintergrundfarbe rot = Niederlage

| Nr.                       | Datum      | Erg. | Gegner  |   | Austragungsort                              | Anlass                                  | Bemerkungen |
| ------------------------- | ---------- | ---- | ------- | - | ------------------------------------------- | --------------------------------------- | --- |
| 1                         | 12.09.2018 | 0:8  | Belarus | * | Tscherkassy (UKR), Palac sportu Budivel’nyk | Europameisterschaft 2019- Qualifikation | Erstes Spiel auf neutralem Platz Erste Niederlage Erste Niederlage auf neutralem Platz Höchste Niederlage Höchste Niederlage auf neutralem Platz Erstes Länderspiel gegen Weißrussland |
| 2                         | 13.09.2018 | 4:8  | Ungarn  | * | Tscherkassy (UKR), Palac sportu Budivel’nyk | Europameisterschaft 2019- Qualifikation | Erstes Länderspiel gegen Ungarn |
| 3                         | 15.09.2018 | 0:7  | Ukraine | A | Tscherkassy (UKR), Palac sportu Budivel’nyk | Europameisterschaft 2019- Qualifikation | Erstes Auswärtsspiel Erste Auswärtsniederlage Höchste Auswärtsniederlage Erstes Länderspiel gegen die Ukraine                                                                          |
| Stand: 16. September 2018 |            |      |         |   |                                             |                                         | |

## Statistik
In der Statistik werden nur die offiziellen Länderspiele berücksichtigt.
Legende
- Sp. = Spiele
- Sg. = Siege
- Uts. = Unentschieden
- Ndl. = Niederlagen
- Hintergrundfarbe grün = positive Bilanz
- Hintergrundfarbe gelb = ausgeglichene Bilanz
- Hintergrundfarbe rot = negative Bilanz

### Gegner
| Land    | Kontinentalverband | Sp. | Sg. | Uts. | Ndl. | Torverhältnis |
| ------- | ------------------ | --- | --- | ---- | ---- | ------------- |
| Ukraine | UEFA               | 1   | 0   | 0    | 1    | 0:7           |
| Ungarn  | UEFA               | 1   | 0   | 0    | 1    | 4:8           |
| Belarus | UEFA               | 1   | 0   | 0    | 1    | 0:8           |
| Gesamt  | Gesamt             | 3   | 0   | 0    | 3    | 04:23         |

### Kontinentalverbände
| Kontinentalverband                 | Sp. | Sg. | Uts. | Ndl. | Torverhältnis |
| ---------------------------------- | --- | --- | ---- | ---- | ------------- |
| AFC (Asien)                        | 0   | 0   | 0    | 0    | 0:0           |
| CAF (Afrika)                       | 0   | 0   | 0    | 0    | 0:0           |
| CONCACAF (Nord- und Mittelamerika) | 0   | 0   | 0    | 0    | 0:0           |
| CONMEBOL (Südamerika)              | 0   | 0   | 0    | 0    | 0:0           |
| OFC (Ozeanien)                     | 0   | 0   | 0    | 0    | 0:0           |
| UEFA (Europa)                      | 3   | 0   | 0    | 3    | 04:23         |
| Gesamt                             | 3   | 0   | 0    | 3    | 04:23         |

### Anlässe
| Anlass                                   | Sp. | Sg. | Uts. | Ndl. | Torverhältnis |
| ---------------------------------------- | --- | --- | ---- | ---- | ------------- |
| Europameisterschaft-Qualifikationsspiele | 3   | 0   | 0    | 3    | 04:23         |
| Freundschaftsspiele                      | 0   | 0   | 0    | 0    | 0:0           |
| Gesamt                                   | 3   | 0   | 0    | 3    | 04:23         |

### Spielarten
| Spielart                       | Sp. | Sg. | Uts. | Ndl. | Torverhältnis |
| ------------------------------ | --- | --- | ---- | ---- | ------------- |
| Heimspiele (H)                 | 0   | 0   | 0    | 0    | 0:0           |
| Spiele auf neutralem Platz (*) | 2   | 0   | 0    | 2    | 04:16         |
| Auswärtsspiele (A)             | 1   | 0   | 0    | 1    | 0:7           |
| Gesamt                         | 3   | 0   | 0    | 3    | 04:23         |

### Austragungsorte
| Austragungsort | Land    | Sp. | Sg. | Uts. | Ndl. | Torverhältnis |
| -------------- | ------- | --- | --- | ---- | ---- | ------------- |
| Tscherkassy    | Ukraine | 3   | 0   | 0    | 3    | 04:23         |
| Gesamt         | Gesamt  | 3   | 0   | 0    | 3    | 04:23         |

### Spielergebnisse
|      | Gegentore | Gegentore | Gegentore | Gegentore | Gegentore | Gegentore | Gegentore | Gegentore | Gegentore |
| Tore | 0         | 1         | 2         | 3         | 4         | 5         | 6         | 7         | 8         |
| ---- | --------- | --------- | --------- | --------- | --------- | --------- | --------- | --------- | --------- |
| 0    | -         | -         | -         | -         | -         | -         | -         | 1         | 1         |
| 1    | -         | -         | -         | -         | -         | -         | -         | -         | -         |
| 2    | -         | -         | -         | -         | -         | -         | -         | -         | -         |
| 3    | -         | -         | -         | -         | -         | -         | -         | -         | -         |
| 4    | -         | -         | -         | -         | -         | -         | -         | -         | 1         |